# Triumph Street Triple 675
Die Street Triple 675 ist ein Motorrad, welches seit 2007 von der britischen Marke Triumph gebaut wird. Zum Modelljahr 2017 wurde eine grundlegende Überarbeitung vorgenommen, insbesondere eine Vergrößerung des Motorhubraums auf 765 cm³ mit unterschiedlichen Leistungsstufen. Gleichzeitig wurde eine Variante mit 660 cm³ eingeführt, die für die in Deutschland vorhandene Führerscheinklasse A2 bestimmt ist.

## Technik
Das Fahrzeug basiert auf der Supersportmaschine Daytona 675 und wurde im Juni 2007 auf den Tridays in Newchurch (Neukirchen am Großvenediger) vorgestellt. Gegenüber der Triumph Daytona 675 wurde der Motor auf eine geringere Spitzenleistung bei verbessertem Drehmomentverlauf abgestimmt. Dies wurde mittels zahmerer Nockenwellen, Guss- statt Schmiedekolben, einer verringerten Maximaldrehzahl, einer veränderten Auspuffanlage und einem anderen Kennfeld der Saugrohreinspritzung erreicht. Viele Elemente des Fahrwerks wurden ebenfalls direkt oder modifiziert von der Daytona übernommen.

## Design und Farben

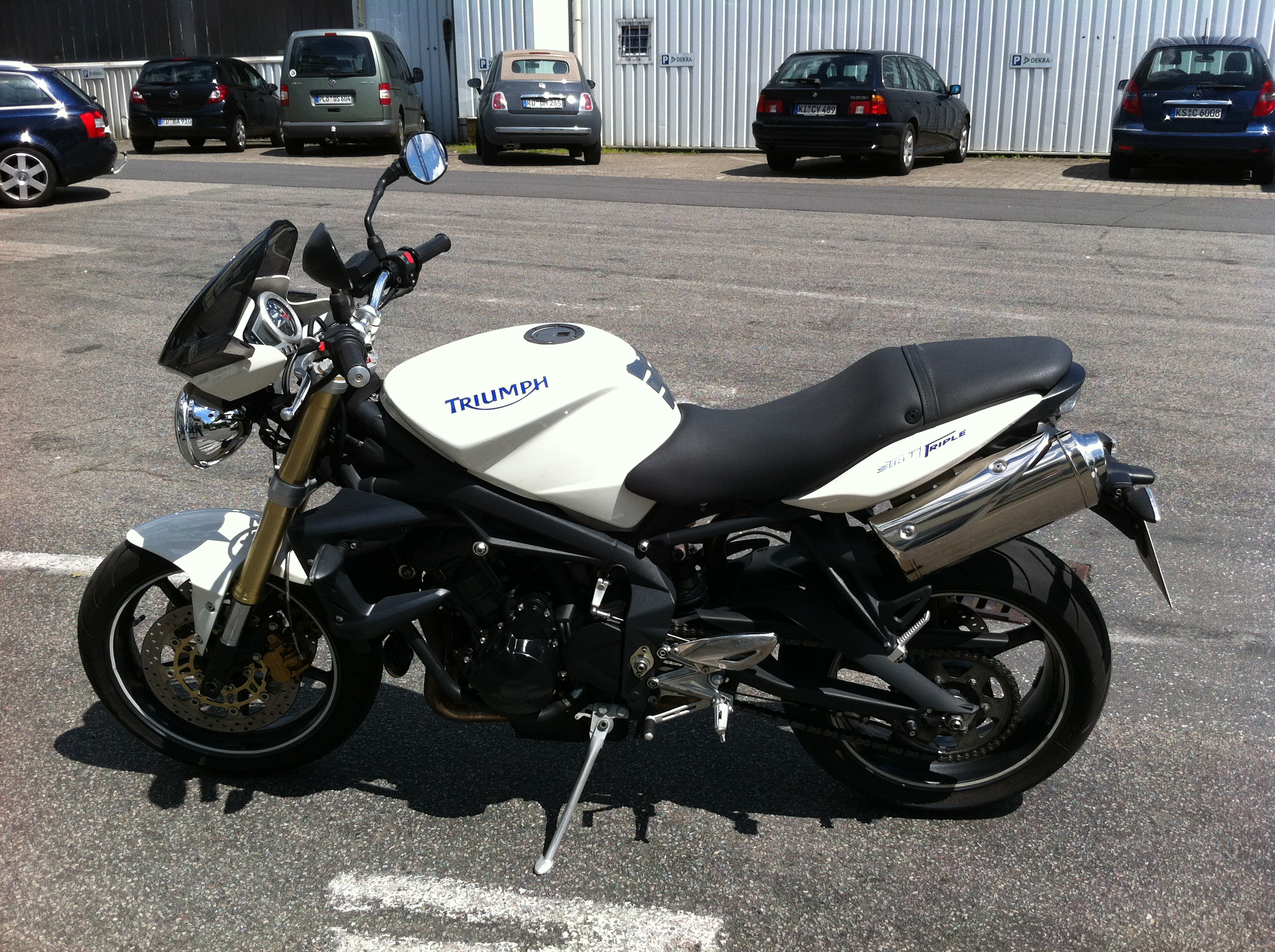
Street Triple in Fusion White (Bj. 2007)

Das Design der Street Triple ist an das der Triumph Speed Triple angelehnt, weshalb sie auch als verkleinerte Version der Speed Triple betitelt wird, obwohl sie technisch eher einer unverkleideten Version der Daytona entspricht. Der Hersteller umschreibt dies mit dem Slogan „Gentechnik - made by Triumph“.
| Jahr      | Street Triple                                                                         | Street Triple R                                                                         |
| --------- | ------------------------------------------------------------------------------------- | --------------------------------------------------------------------------------------- |
| 2007      | Jet Black, Fusion White, Roulette Green                                               |                                                                                         |
| 2008–2009 | Jet Black, Fusion White, Roulette Green                                               | Matt Graphite, Matt Blazing Orange                                                      |
| 2010      | Phantom Black, Crystal White, Tornado Red sowie eine Sonderauflage in Scorched Yellow | Matt Graphite, Matt Blazing Orange, Phantom Black                                       |
| 2011      | Phantom Black, Neon Blue, Crystal White, Diablo Red                                   | Matt Graphite, Intense Orange, Phantom Black                                            |
| 2012      | Phantom Black, Crystal White, Imperial Purple                                         | Phantom Black, Diablo Red, Crystal White                                                |
| 2013      | Phantom Black, Crystal White, Caribbean Blue, Cosmic Green (ab Mitte 2013)            | Phantom Black, Matt Graphite, Crystal White                                             |
| 2014–2015 | Phantom Black, Crystal White, Diablo Red                                              | Matt Phantom Black, Matt Graphite, Crystal White, Aluminium Silver (Rx)                 |
| 2016      | Phantom Black, Crystal White, Diablo Red                                              | Matt Phantom Black, Matt Graphite, Crystal White, Aluminium Silver (Rx), Jet Black (Rx) |

## Presse
Die Street Triple wurde in der Fachpresse in mehreren Vergleichstests als eines der besten Fahrzeuge der Mittelklasse bewertet. Bemängelt wurde jeweils eine fehlende ABS Option (Anm.: Die ABS-Option gibt es erst seit dem Jg. 2013), ein leicht unterdämpftes hinteres Federbein, welches sich vor allem im Soziusbetrieb bemerkbar macht, und etwas zu schwache Federn in der Vordergabel.
Die Zeitschrift Motorrad verlieh der Triumph Street Triple als erstem Fahrzeug die Preis/Leistungs-Note 1,2.

## Modellupdates

### Street Triple R
2008 stellte Triumph eine hochwertigere Version der Street Triple auf der Isle of Man vor. Die Street Triple R bietet im Gegensatz zum Basismodell unter anderem eine radial verschraubte Vorderradbremse, ein volleinstellbares Fahrwerk, eine 0,5 cm höhere und neu abgesteppte Sitzbank und einen konifizierten Magura Aluminiumlenker. Außerdem hat sie eine steiler angestellte Gabel. Im Handel ist sie seit Oktober 2008 erhältlich.

### Street Triple R 2010
Mitte 2009 wurden zunächst dezente Änderungen an neu ausgelieferten Maschinen bemerkt. Im Juli 2009 hat Triumph auf der Seite für das Vereinigte Königreich die Street Triple R 2010 als offizielles Modellupdate erwähnt.
Folgende Änderungen gegenüber dem 2009er Modell sind bekannt:
- Schwarzes Kettenblatt
- Neue Instrumenteneinheit
- Geänderte Serienbereifung (Bridgestone BT016)
- Verlängerte Schwinge

### Street Triple 2012 und Street Triple R 2012
Im Jahr 2011 hat Triumph in einem weiteren Modellupdate in erster Linie optische Details an beiden Modellen verändert. Augenscheinlichste Änderung ist der Wechsel der Scheinwerfereinheit, vom ursprünglich runden Doppelscheinwerfer, zu einem aggressiver wirkenden, rechteckigen, Modell.
Die normale Street Triple wird nun mit dem konifizierten Lenker der Street Triple R ausgeliefert. Des Weiteren wurden Details an diversen Teilen überarbeitet. Darunter die Lenkerenden, Fußrasten, Kupplungsdeckel, Auspuffendtöpfe und Plastikabdeckungen am Rahmen im Bereich des Lenkkopfes.

### Street Triple/Triple R ab 2013

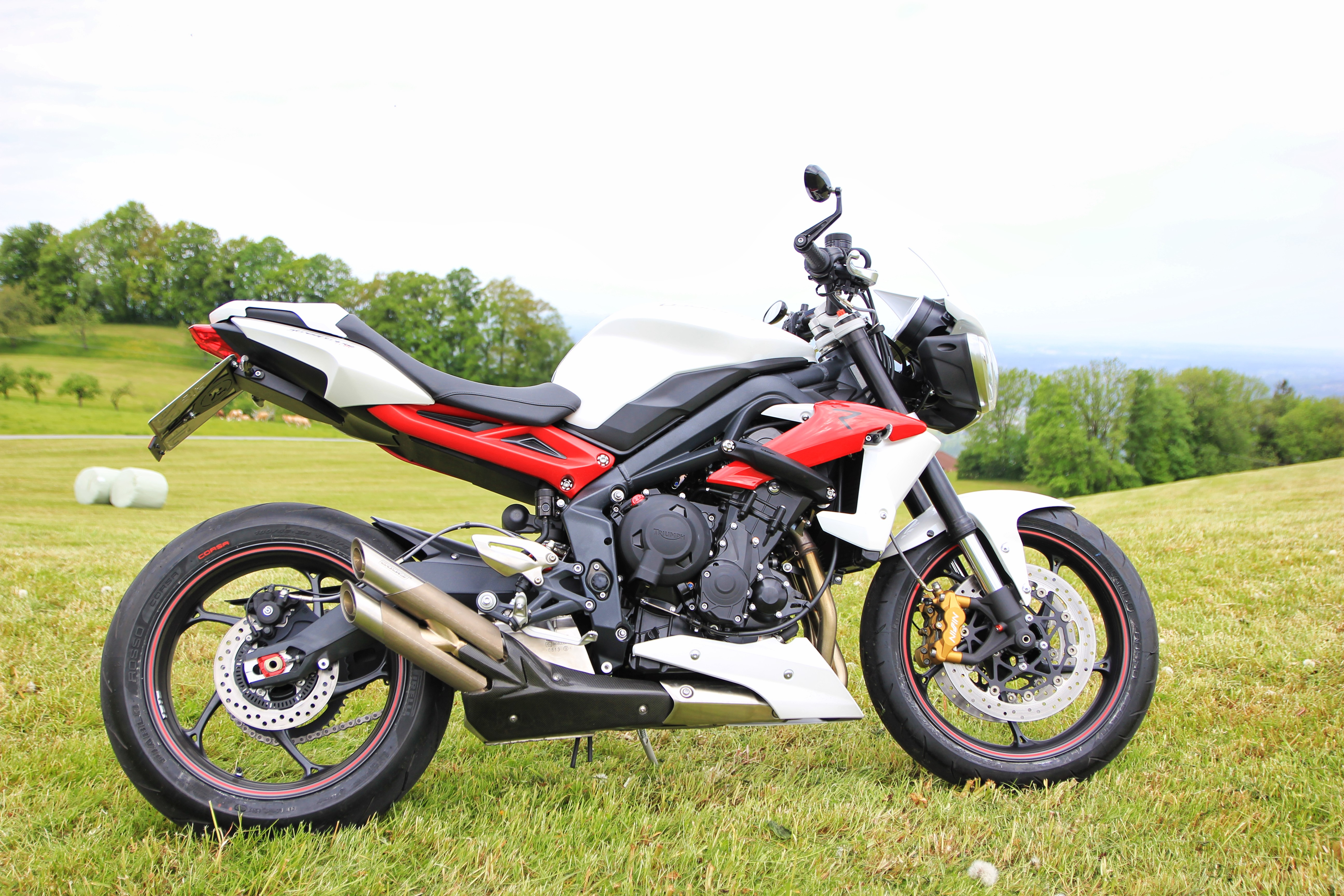
Street Triple R mit Bodis-Auspuff (Bj. 2013)

Für den Jahrgang 2013 wurde die Triple komplett überarbeitet. Der Rahmen wurde neu konstruiert, der Heckrahmen als Druckguss ausgeführt und die vormals seitlich der Sitzbank verbaute 3-in-2 Auspuffanlage wich einer 3-in-1 Anlage mit niedrig verbautem kurzem Endtopf. Ebenso wurde die Schwinge neu ausgeführt. Ein abschaltbares ABS war zunächst optional erhältlich und gehört seit 2014 zur Serienausstattung. Länge und Breite wuchsen minimal, das Gewicht sank um 7 kg. Die Leistungsdaten des Motors blieben gleich, die Höchstwerte werden jedoch bei geringfügig höheren Drehzahlen erreicht. Die Kühlerverkleidung wurde optisch überarbeitet und farblich abgesetzt.
Bei der Triple R wurden Heckrahmen und Kühlerverkleidung rot lackiert sowie die Felgen mit roten Felgenband versehen. Die aus den Vorjahren bekannten Modifikationen gegenüber der Standard-Ausführung wurden auch für das neue Modell übernommen. Seit etwa Mitte des Jahres 2014 änderte sich außerdem die Farbe der bisher goldenen Bremssättel der R-Version in schwarz.

### Street Triple Rx ab 2015
Seit 2015 wird neben der Standardversion und der Street Triple R als eine weitere Modellvariante die Street Triple Rx angeboten. Technisch entspricht das Motorrad der Street Triple R und unterscheidet sich durch die serienmäßige Ausstattung und optische Akzente. Das auffallendste Merkmal ist das geänderte Heckprofil samt Sitzabdeckung, welches von der aktuellen Version des Schwestermodells, der Triumph Daytona 675 R stammt. Serienmäßig verbaut sind außerdem ein Bugspoiler (Eine Abdeckung zwischen Krümmer und Auspuff an der Unterseite am vorderen Bereich des Motorrads) sowie ein Flyscreen (kleine Cockpitverkleidung über der Scheinwerfer-Einheit). Die Felgen sind auffallend rot lackiert, wie auch der Heckrahmen und die Kühlerverkleidung. Die sonstigen Verkleidungsteile werden im Farbton „Aluminium Silber“ lackiert. Weiterer Unterschied ist ein standardmäßig verbauter Quickshifter (Schaltautomat), der das Wechseln in den nächsthöheren Gang ohne Betätigung der Kupplung ermöglicht.

### Street Triple 765 ab 2017
Im Jahr 2017 wurde eine überarbeitete Version der Street Triple eingeführt. Seit diesem Jahr gibt es vier verschiedene Varianten der Street Triple:
- Street Triple S A2 (660 cm³, 48 PS (95 PS), 60 Nm)
- Street Triple S (765 cm³, 113 PS, 73 Nm)
- Street Triple R / R LRH (765 cm³, 118 PS, 77 Nm) (LRH für niedrige Sitzhöhe für kleinere Fahrer/Fahrerinnen)
- Street Triple RS (765 cm³, 123 PS, 77 Nm)

Alle Modelle verfügen über serienmäßiges ABS, Traktionskontrolle und verschiedene Fahrmodi. bei der Street Triple S – Road und Rain. Bei der Street Triple R – Road, Rain, Sport und Rider. Bei der Street Triple RS – Road, Rain, Sport, Rider und Track. Im Modus Rider sind ABS und Traktionskontrolle im Ansprechverhalten konfigurierbar. Zusätzlich verfügen die Modelle R und RS über ein Farbdisplay, während das Modell S lediglich über ein LC-Display verfügt.
Ebenso gibt es Unterschiede im Fahrwerk. Während die Street Triple RS ein voll einstellbares Fahrwerk besitzt (Federbein Öhlins, Gabel Showa), verfügt die Street Triple S lediglich über eine nicht einstellbare Showa Upside-Down Gabel und ein in der Vorspannung einstellbares Federbein. Die Street Triple R verfügt über eine voll einstellbare Showa SFF Gabel (Separate Function Fork) und ein in Zug- und Druckstufe einstellbares Federbein. Außerdem sind die Modelle R und RS noch serienmäßig mit Brembo-Bremsen ausgestattet.

## Neuzulassungen in Deutschland
| Jahr | Anzahl |
| ---- | ------ |
| 2015 | 0826   |
| 2014 | 1073   |
| 2013 | 1321   |
| 2012 | 0745   |
| 2011 | 0869   |
| 2010 | 1128   |
| 2009 | 1244   |
| 2008 | 0935   |